# Delias euphemia
Delias euphemia är en fjärilsart som beskrevs av Grose-smith 1894. Delias euphemia ingår i släktet Delias och familjen vitfjärilar. Inga underarter finns listade i Catalogue of Life.

## Bildgalleri

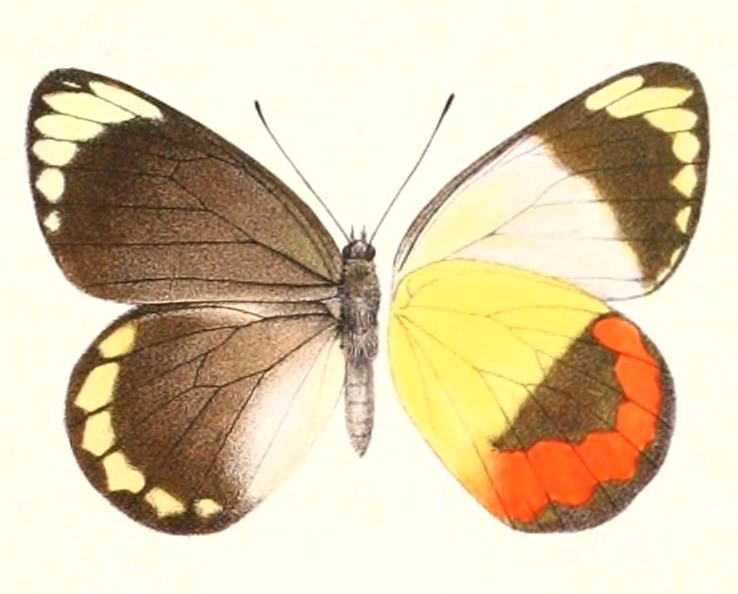
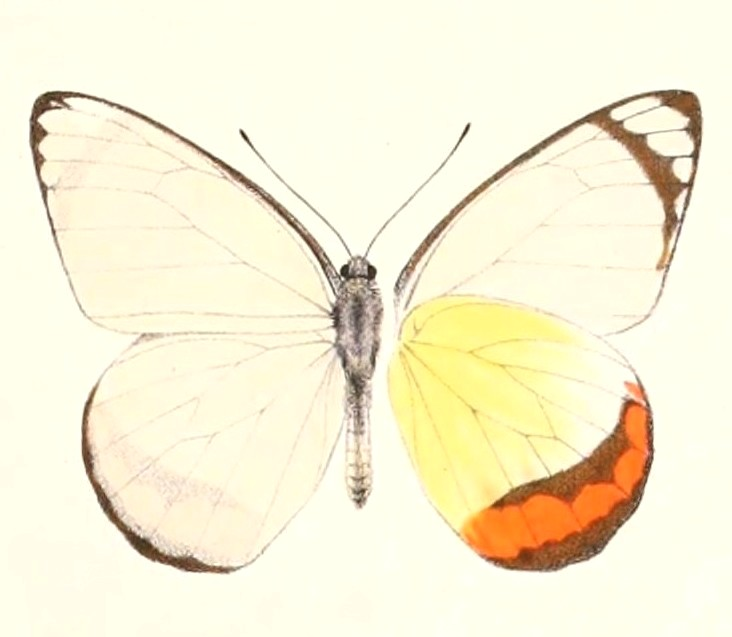